# Alexander Joseph Romiszowski
Alexander Joseph Romiszowski (1939) is een Brits onderwijskundige en voormalig hoogleraar aan de Syracuse University. Hij is bekend als een van de pioniers van de systeembenadering binnen het onderwijs, en introduceerde het model van Romiszowski.

## Levensloop
Romiszoski behaalde in 1961 een graad in de technische wetenschap aan de Universiteit van Oxford, en studeerde verder onderwijskunde. Na zijn studie ging hij aan het werk bij de Pressed Steel Company, een fabrikant van chassis nabij Oxford. Nader onderzoek in geprogrammeerd onderwijs (Engels Programmed Learning) verwerkte hij in 1966 in zijn eerste artikel, getiteld "A Survey of the Use of Programmed Learning in Industry during 1966". Twee jaar later publiceerde hij zijn eerste boek over de selectie en het gebruik van hulpmiddelen in het onderwijs.
Vanaf 1968 was hij betrokken bij het Enfield College of Technology, tegenwoordig Middlesex University, in Noord-Londen, en werkte hiernaast als consultant in de onderwijstechnologie. Hierbij schreef hij diverse publicaties in opdracht van de Association for Programmed Learning and Educational Technology. Zo werkte hij in de jaren 1970 als redacteur mee aan de publicatie van "A Systems approach to education and training" in 1972 en het "International yearbook of educational and instructional technology" in 1977 en in 1978. Vanaf 1984 was hij professor in "Ontwerp, Ontwikkeling en Evaluatie van Onderwijs" aan de School of Education van de Universiteit van Syracuse in New York. Tot in het nieuwe millennium bleef hij als onderzoeksprofessor betrokken bij de Universiteit van Syracuse.
Als onderzoeker heeft Romiszowski verder in verschillende Europese landen, Amerika en ontwikkelingslanden gewerkt. Naast in Engeland en de Verenigde Staten gaf hij verder les aan universiteiten in Canada en Brazilië. Daarnaast geeft hij adviezen aan diverse internationale organisaties uit zowel het publieke domein, onder andere de Raad van Europa en Unesco, als het private domein.

## Publicaties
- 1968. The selection and use of teaching aids. London : Kogan Page
- 1970. A Systems approach to education and training. Redactie van A.J. Romiszowski. London : Kogan Page
- 1984. Designing Instructional Systems
- 1986. Developing Auto-Instructional Materials
- 1992. Computer mediated communication
- 1992. Selection and use of instructional media
- 1995. Telecommunications and teleconferencing in education and training
- 2000. New Technologies in Education and Training